# Phakellia lambei
Phakellia lambei är en svampdjursart som beskrevs av Topsent 1913. Phakellia lambei ingår i släktet Phakellia och familjen Axinellidae. Inga underarter finns listade i Catalogue of Life.